# Gustave Le Vavasseur
Pour les articles homonymes, voir Le Vavasseur.
Ne doit pas être confondu avec Gustave Levavasseur.
Gustave Le Vavasseur, né le 9 novembre 1819 à Argentan et mort le 9 septembre 1896 à La Lande-de-Lougé, est un poète et écrivain français.

## Biographie
Fils de Michel Le Vavasseur, inspecteur d’Enregistrement, et de Marie-Célestine Renault de la Renaudière, Le Vavasseur commença, en 1828, au collège de sa ville natale, où il se lia avec Philippe de Chennevières, des études, interrompues, au bout de deux ans, par les Trois Glorieuses, où il fait montre d’idées ultra-royalistes héritées de sa mère. En 1833, il alla terminer ses études au collège de Juilly. Il vint faire son droit à Paris et se fit recevoir avocat le 12 octobre 1840, mais n’exerça guère. Ayant fait la connaissance, à Paris, à la pension Railly, des poètes Ernest Prarond, Auguste Dozon, dit « d'Argonne » et Charles Baudelaire, il débuta de bonne heure dans la littérature et faillit même faire paraitre un volume de vers portant ces quatre signatures réunies avant que Baudelaire ne se récuse au dernier moment.
Il demeura, quant à lui, fidèle au fonds et la forme de la poésie classique, marquée par sa Normandie natale, publiant dès 1843, Vers, un recueil de poésies en collaboration avec ses amis Prarond et Dozon. Depuis cette époque, il ne cessa de donner chaque année des morceaux en vers et en prose où il faisait preuve du talent le plus souple et le plus varié. Son œuvre, un peu éparse, dont il a réuni lui-même la meilleure partie en quatre volumes, est considérable. Avec une réputation inférieure peut-être à son talent, Le Vavasseur jouissait cependant de l’estime d’admirateurs assez nombreux, et sa notoriété s’étendait bien au-delà des limites de sa province. À maintes reprises, le Polybiblion en a fait l’éloge. Excellant dans le tableau de genre, dans la pièce de circonstance, dans la strophe au rythme difficile, il fit école, et toute une pléiade de jeunes auteurs normands, Paul Harel, Charles Pitou, Achille Paysant, Joseph Germain-Lacour, Florentin Loriot, Wilfrid Challemel (d), Ernest Millet et beaucoup d’autres, lui demanda des conseils et imita son style et sa manière.
Après avoir passé quelque temps dans la capitale, il retourna dans son pays et s’établit dans la commune de Longé, dont il devint maire en 1849 et représentant le canton de Briouze au Conseil d’arrondissement en 1852 et Conseiller général en 1870.
En même temps qu’il cultivait la muse, Le Vavasseur se livrait à des travaux d’érudition. Il fut quelque temps président de la Société des antiquaires de Normandie, président de la Société historique et archéologique de l'Orne, dont il était resté secrétaire général.
Il a écrit sous les pseudonymes de « Civilis » et « Gustave Delorne ».

## Jugements
« Jamais je n'ai vu d'homme si pompeusement et si franchement Normand »

## Œuvres
- Farces et moralités, 1848.
- Fantaisies, 1864.
- Études historiques, Carnet de voyage et Tristia (t. III des Poésies complètes), 1889.
- Notice biographique sur le comte de Vigneral, Caen, 1809, in-8o.
- Dix mois de révolution, sylves politiques avec Ernest Prarond, Paris, 1819, in-12.
- Notices sur les trois frères Jean Eudes, prêtre, fondateur des Eudistes ; François Eudes de Mézeray, historiographe de France, et Charles-Eudes d’Houay, chirurgien, échevin d’Argentan, Argentan, 1835, in-8o.
- Poésies fugitives, Paris, 1840, in-12.
- Napoléon, sous le pseudonyme de G. Delorne, Paris, 1841, in-8o.
- Vie de Pierre Corneille, Paris, 1843, in-12.
- Vers, en collaboration avec MM. Prarond et Argonne, 1843, in-18.
- Farces et moralités, Paris, 1848, in-12.
- Le Diner du mardi gras, Argentan, 1852, in-fol..
- Mgr de Salinis, notice biographique, Amiens, 1861, in-8o.
- Études d’après nature ; caractères et portraits rustiques. Impressions de voyages, Paris, 1864, in-18 (t. II des Poésies complètes).
- Croquis à la plume, Amiens, 1866, in-8o.
- Intima. Souvenirs, Caen, 1868, in-32.
- De quelques petits poètes normands contemporains de Malherbe, Caen, 1868, in-8o.
- Scrap-Book - Picardie, 1858-1970, Imprimerie de Lenoël-Hérouard, Amiens, 1870.
- Jean de Paris, Amiens, 1872, in-8o.
- S. S. P. N. Pie IX carmen, Paris, 1872, in-8o.
- Les Tripes par deux Normands, Paris, 1873, in-12.
- La Chapelle de Saint-Pierre à Rasnes, Alençon, 1873, in-8o.
- Étude sur le rôle de quelques poètes pendant les guerres de religion, Caen, 1874, in-8o.
- Locutions normandes, Alençon, 1874, in-8o.
- Un Chapitre d’art poétique. La Rime, Paris, 1875, in-4°.
- Dans les herbages : les échos suisses ; le curé de Saint-Gésahold ; les amours de Jacqueline, Paris, 1876, in-8o.
- Épitre à Julien Travers, Caen, 1876, in-8o.
- Souvenirs de collège, Paris, 1878, in-8o.
- D’où partirent les assassins de saint Thomas de Cantorbéry, Alençon, 1879, in-18.
- Notice biographique sur Le Harivel Durocher, Caen.
- D’Amiens à Paris par l’express de 3 h. 15, Amiens, 1879, in-8o.
- Notice biographique sur Le Harivel Durocher, Caen.
- Chansons de gestes et légendes, Caen.
- Poésies complètes, Paris, 1880-1896, 5 vol. in-8o.
- Les Vingt-huit Jours du caporal Ballandard, avec Paul Harel, Paris, 1882, in-16.
- Beati mortui, Sées, 1883, in-12.

- Gustave Le Vavasseur, Comte Gérard de Contades et Abbé Gaulier, Bibliothèque ornaise - Canton de Briouze - Essai de bibliographie cantonale, Paris, H.Champion, 1883, 102 p. (présentation en ligne)

- La Vengeance d’Ursule, Paris, 1883, in-18.
- Argentan, 20 minutes d’arrêt, Alençon, 1883, in-8o.
- Fantaisie municipale, Meulan, 1883, in-8o.
- La Dame de Tomelle, Alençon, 1883, in-8o.
- Marie, Meulan, 1883, in-8o.

- Gustave Le Vavasseur et Comte Gérard de Contades, Bibliothèque ornaise - Canton d'Écouché - Essai de bibliographie cantonale, Paris, H.Champion, 1884, 49 p. (présentation en ligne)

- Fin de saison, Meulan, 1885, in-8o.
- Inter amicos et Intima (t. IV des Poésies complètes), Paris, 1889, in-12.
- Commencements de la lutte entre les anciens et les modernes. Les Dramaturges normands. L’Argentenois Nicolas Chrétien des Croix, Caen, 1894, in-8o.
- Un souvenir de l’inauguration de la statue de Poussin en 1851, Caen, 1894, in-8o.
- Courrier d’Italie, Alençon, février-mai 1869 1809, in-8o.
- Exposition universelle des beaux-arts. Les Artistes normands. Les Artistes du département de l’Orne, Argentan, 1855, in-32.

- Jules Appert, Comte Gérard de Contades, Abbé Constant Macé, Gustave Le Vavasseur, Louis Duval, Wilfrid Challemel, Eugène de Beaurepaire, Eugène Lecointre, Charles-Florentin Loriot, Léopold Mabilleau et Henri Le Faverais, La Normandie monumentale et pittoresque-Orne, Le Havre, Lemale, 1896 (présentation en ligne, lire en ligne)

## Pour approfondir